# West Hampstead (stație de metrou)
West Hampstead este o stație a metroului din Londra situată pe linia Jubilee în cartierul West Hampstead. Stația se află pe West End Lane, între Broadhurst Gardens și Blackburn Road, în zona tarifară 2. Pe linia de metrou, se află între stațiile Kilburn și Finchley Road. La doar 100 m se află gara West Hampstead din rețeaua London Overground pe linia North London, iar la 200 m se află gara West Hampstead Thameslink.

## Istoric
Stația a fost inaugurată pe 30 iunie 1879 de către Metropolitan Railway (acum linia Metropolitan), atunci când aceasta a fost extinsă din Swiss Cottage. Stația a acționat ca terminus temporar al liniei până când a fost extinsă la Willesden Green, pe 24 noiembrie 1879. Stația inițial a avut două linii adiacente, cu peroane pe laterale. Ghișeul de bilete era la sud de actuala clădire de suprafață, cu scări separate pentru fiecare peron. După extinderea Great Central Railway și înlocuirea Metropolitan Railway spre nord, această construcție a fost înlocuită de o un peron central, cu linii pe laterale, peron ce se suprapune cu poziția anterioară a peronului Up.
Pe 20 noiembrie 1939, cele mai multe servicii locale au fost transferate către linia Bakerloo, atunci când a preluat operațiunile de pe ramura Stanmore. La acel moment, peronul a fost reconstruit în stilul standard de metrou, dar clădirea gării a fost păstrată. Serviciile locale au fost transferate către linia Jubilee pe 1 mai 1979. Trenurile de pe linia Metropolitan trec prin stație pe șine proprii, pe lângă linia Jubilee, și nu au mai deservit stația (doar câteva trenuri dimineața devreme și noaptea târziu) de când legătura dintre liniile Metropolitan și Jubilee de la Finchley Road a fost eliminată ca parte a pregătirii pentru funcționarea automată de liniei Jubilee.

## Acces și interschimb
Gara nu este accesibilă pentru scaune cu rotile. Facilitățile includ un automat de bilete, două automate rapide de bilete, un ghișeu de bilete, cronometre până la următorul tren, o sală de așteptare și toalete pentru bărbați și femei.
Cele mai multe hărți arată cele trei stații ca permițând interschimbul.

## Galerie de imagini

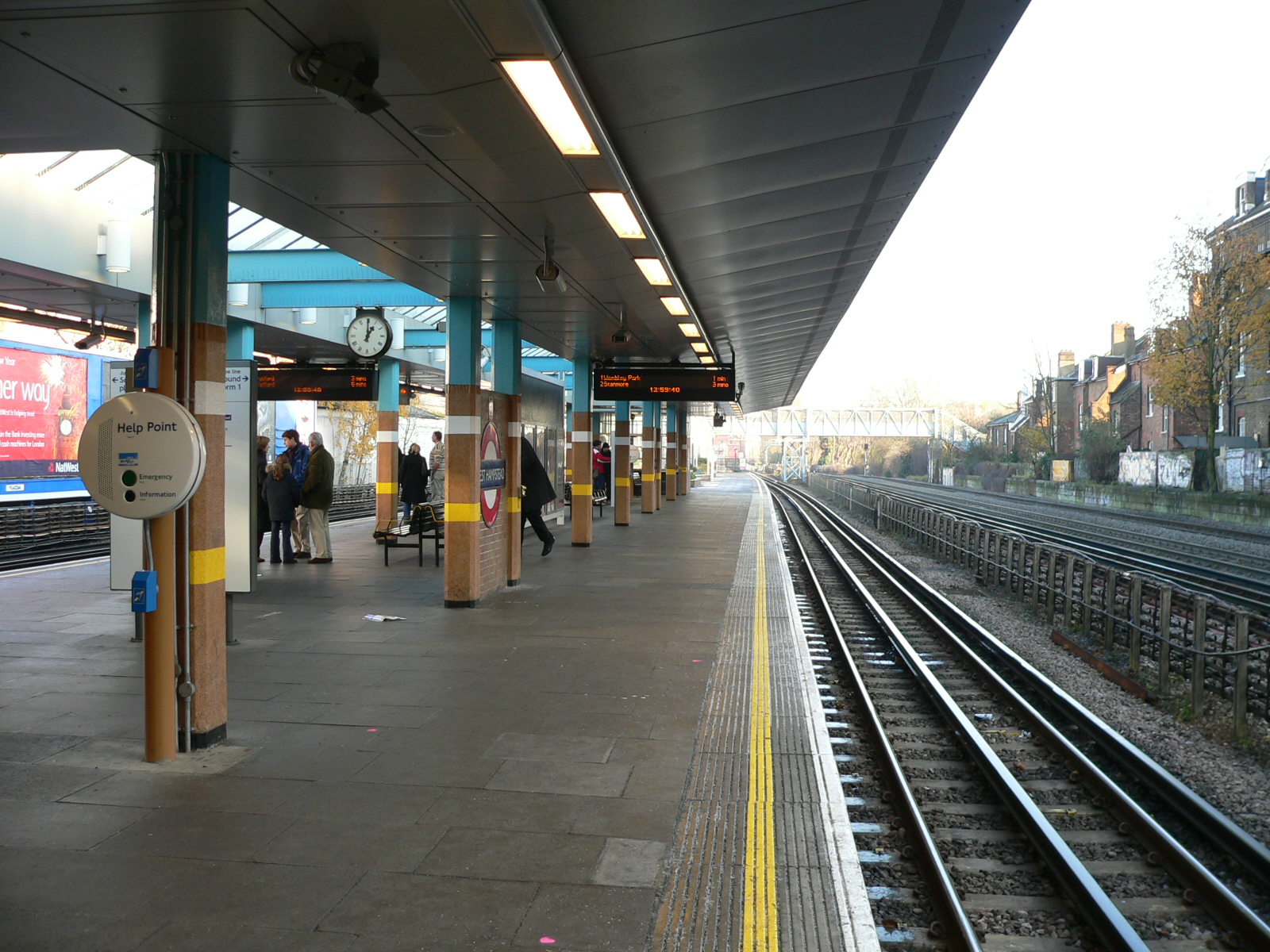
Stația de metrou West Hampstead, peronul de nord, decembrie 2005.
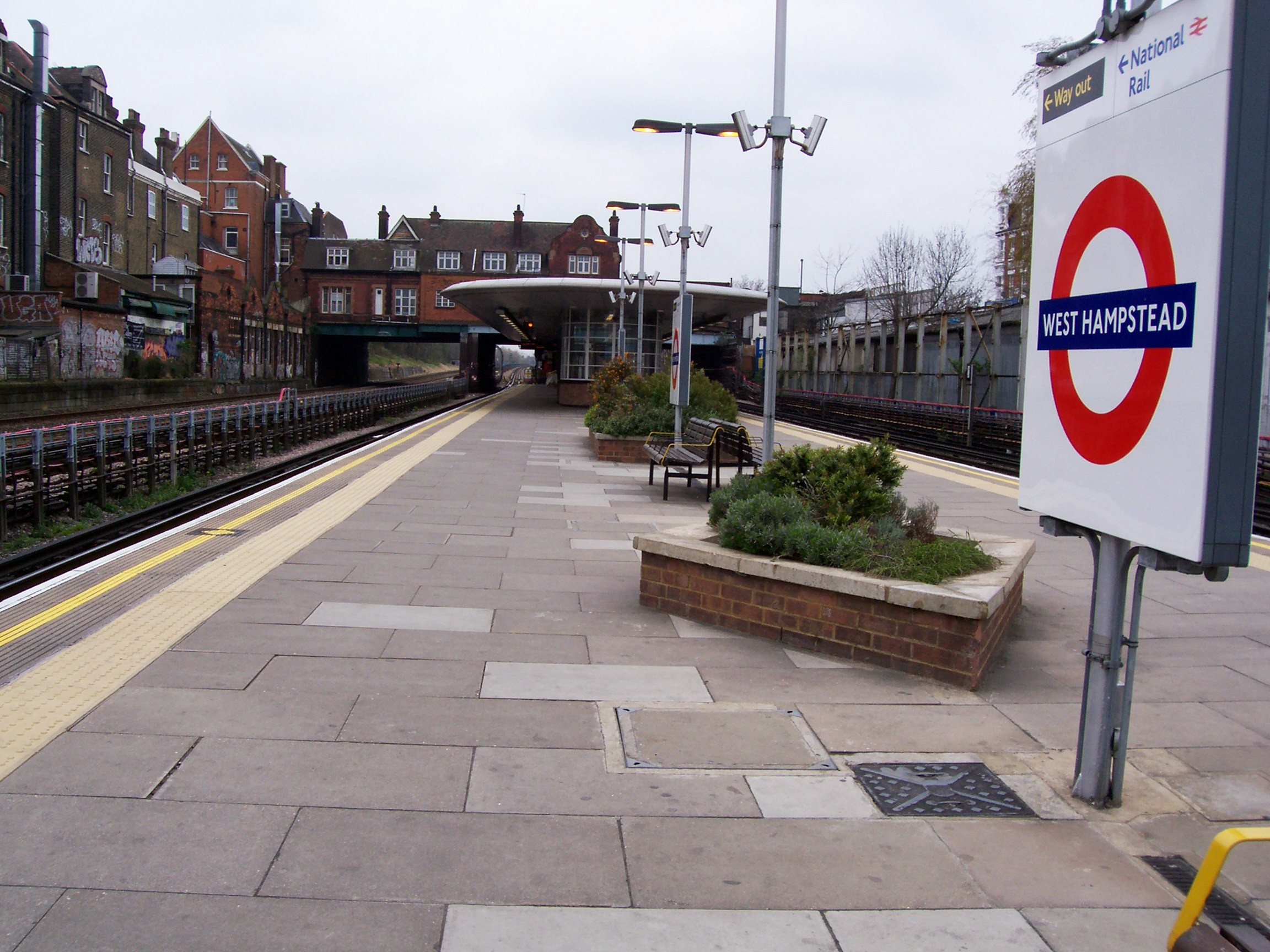
Stația de metrou West Hampstead, privind spre spre Kilburn, 18 aprilie 2008.
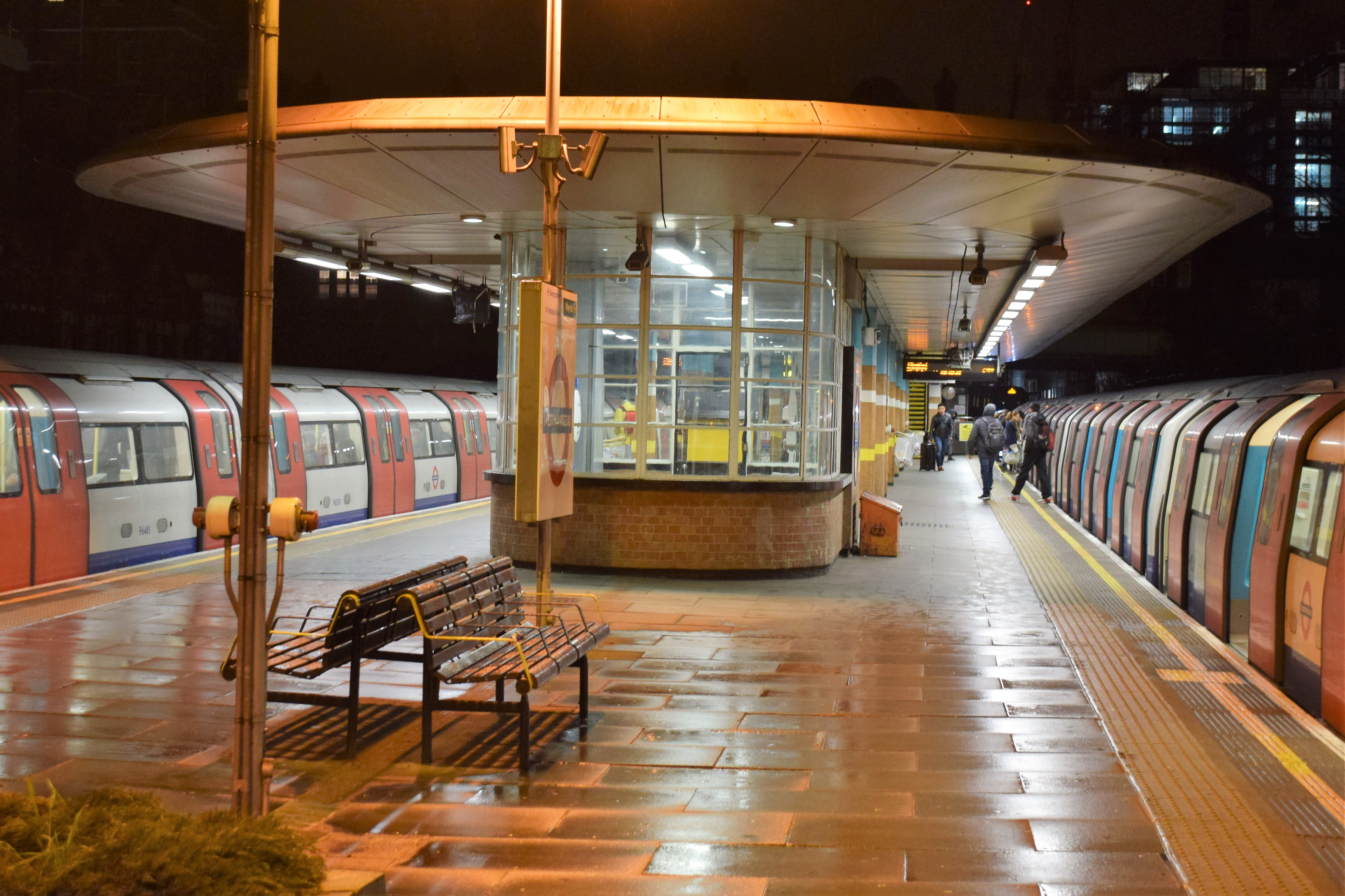
Sala de așteptare.

## Conexiuni
Autobuzele 139, 328 și C11 deservesc gara.